# 날치
날치(Cheilopogon agoo)는 날치과에 속하는 물고기이다.
몸은 유선형이고 몸길이 30-40cm 가량이다. 입은 작고 이는 마찬가지로 가늘고 작은 이를 갖추었다. 눈은 크고 가슴지느러미가 대단히 커서 마치 날개 모양을 이루어 공중을 비행하는 데 알맞다. 큰 지느러미를 활짝 펴서 미끄러지듯 앞으로 나아간다. 날 때에 꼬리를 매우 빠르게 흔드는데, 꼬리지느러미의 기다란 아랫부분을 물에 넣었다 뺏다 하여 수면 위로 뜰 수 있다. 날치가 한번 날 수 있는 거리는 10m 정도이다.
전 세계에 약 50종이 있으며, 바닷물의 표면 가까이에 산다. 전 세계에 널리 퍼져 있으며, 특히 따뜻한 바다에 많다. 4월 중순이 되면 수만 마리가 떼를 지어 난류를 타고 제주도 부근 및 남해안 연안으로 이동해 온다. 날치는 맛이 좋아 사람들이 즐겨 찾는다. 빛이 있는 곳으로 몰리는 성질을 이용해 밤에 야광등을 써서 잡기도 한다.
록맨 X7의 보스 스플래시 워플라이의 모티브로 등장하기도 하였다.